# Oxyurostylis pacifica
Oxyurostylis pacifica är en kräftdjursart som beskrevs av John Todd Zimmer 1936. Oxyurostylis pacifica ingår i släktet Oxyurostylis och familjen Diastylidae.
Artens utbredningsområde är Kalifornien. Inga underarter finns listade i Catalogue of Life.